# Alternativ hiphop
Alternativ hiphop, også kendt som eksperimentel hiphop, er en undergenre af hiphop som dækker over en bred række stilformer, som har til fælles at de ikke følger mainstream stilarter indenfor genren. Et af kendetegnene ved undergenren er, at der ofte tages inspiration fra andre genre, mest notabelt jazz, rock og funk.
Alternativ hiphop associeres ofte med underground hiphop, og der har ofte været stort overlap mellem de to begreber, da alternativ hiphop traditionelt eksisterer udenfor den kommercielle mainstream. Det er dog ikke et krav, at alternativ hiphop skal være underground, og især i senere år har kunstnere som Kendrick Lamar, Tyler, the Creator og Kanye West haft mainstreamsucces med genren.

## Notable kunstnere
- A Tribe Called Quest
- Aesop Rock
- Beastie Boys
- JPEGMafia
- Kanye West (Kids See Ghosts)
- Kendrick Lamar
- MF Doom (Madvillain)
- Run the Jewels
- Tyler, the Creator